# Zababa
Zababa (dza-ba4-ba4) ókori mezopotámiai, közelebbről óbabiloni isten. Első ismert említései alapján Kis város ősi háborúistene, a harcban tanúsított bátorság és erő védnöke. Állandó jelzője „a kövek összezúzója”, amely szintén az erőre utal, valamint Enlil jelzőjét is használták, amely az „országok ura”. Sarrukín akkád király fél évezreddel később lemásolt szövegeiben Ilabával is azonosul. Egy korai kisi uralkodó feliratában olvasható a neve, de a szövegből csak annyi maradt meg, hogy Uhub, Kis uralkodója, Zababának... Főtemploma a kisi Émetehurszag. Felesége Innin (Inanna), aki helyileg szintén háborúisten, valamint Baba anyaistennő. Az erősen szinktretista korai panteonban Ninurta egyik jelképévé vált a sas-, vagy oroszlánfejű jogar eredetileg Zababa egyik attribútuma. Óasszír eredetű, Zababa és Zamama olvasatú jelekkel írták a hettiták is saját hadistenüket, valószínűleg Vurunkattét értették alatta, amely név az „országok ura” akkád jelző tükörfordítása. Hurri neve Asztabisz vagy Heszui.
Templomát a Larszában uralkodó elámi Varad-Szín az i. e. 19. században építette, vagy építette át. A babiloni Szamszu-ditána egy i. e. 16. századi feliratában olvasható, hogy Kis főistenei a Zababa–Istár páros, és a kisi templomot az óbabiloni korban többször felújították, átépítették, mint például Szumu-la-Él. Ez időben a papnők egy csoportjának, a nadītuknak lakhelye volt Zababa temploma. Ismert egy Zababa-szentély az assuri Ésarrában, amely talán azért készült, mert a vele azonosított Ninurta Assur fia volt az asszírok szerint (amely viszont az Assur–Enlil azonosítás következménye).
Mintegy két évszázados lassú hanyatlás után II. Kurigalzu kasszita király újította fel ismét a templomot. Zababa újjáéledő jelentőségét mutatja, hogy egy kasszita uralkodó a nevét is felvette (Zababa-suma-iddína) az i. e. 12. század közepén. Nagyon hosszú szünet után az újbabiloni II. Nabú-kudurri-uszur támasztotta fel ismét a Zababa-kultuszt, ekkor Urukban is épült egy Zababa-templom, és Zababa jelentős szerepet játszott az újévi fesztiválokban.